# Spring (Teksas)
Spring – jednostka osadnicza w Stanach Zjednoczonych, w stanie Teksas, w hrabstwie Harris.